# AeroRepública
AeroRepública was een Colombiaanse luchtvaartmaatschappij met haar thuisbasis in Bogota. Als dochteronderneming van Copa Airlines uit Panama voerde zij binnen- en buitenlandse lijnvluchten uit onder CM-vluchtnummers. De maatschappij werd in 2010 failliet verklaard.

## Geschiedenis
AeroRepública werd opgericht in 1992 en in 2005 overgenomen door Copa uit Panama.

## Bestemmingen
AeroRepública voerde lijnvluchten uit naar (zomer 2008):
Binnenland:
- Barranquilla
- Bogota
- Bucaramanga
- Cali
- Cartagena
- Cúcuta
- Leticia
- Medellín
- Montería
- Pereira
- San Andrés
- Santa Marta

Buitenland:
- Caracas
- Panama-Stad

## Vloot
De vloot van AeroRepública bestond uit: (september 2008)
- 2 McDonnell Douglas MD-82
- 2 McDonnell Douglas MD-83
- 11 Embraer 190AR